# I liga argentyńska w piłce nożnej (1953)
Mistrzem Argentyny w roku 1953 został klub River Plate, a wicemistrzem Argentyny klub CA Vélez Sarsfield.
Do drugiej ligi spadł ostatni w tabeli klub Estudiantes La Plata. Na jego miejsce awansował z drugiej ligi klub CA Tigre.

## Primera División

### Kolejka 1
| Data            | Mecz |
| --------------- | --- |
| 5 kwietnia 1953 | River Plate – CA Banfield 1:3 Eliseo Prado - Ernesto Álvarez, Adalberto Rodríguez (2)                                                     |
| 5 kwietnia 1953 | Rosario Central – Boca Juniors 0:0 |
| 5 kwietnia 1953 | Gimnasia y Esgrima La Plata – Racing Club de Avellaneda 1:2 Héctor Barci - Mario Boyé, Norberto Méndez                                    |
| 5 kwietnia 1953 | Ferro Carril Oeste – CA Huracán 3:3 Armando Pérez, Raúl Nápoli, Ángel Omarini - Manuel Pelegrina, Eduardo Ricagni (2, 2k)                 |
| 5 kwietnia 1953 | San Lorenzo de Almagro – Vélez Sarsfield 5:2 Juan A. Benavídez (3), Ricardo Quiñones, Oscar Basso (k) - Juan C. Mendiburu, Norberto Conde |
| 5 kwietnia 1953 | Independiente – Estudiantes La Plata 6:2 Carlos Cecconato (3), Rodolfo Micheli, Carlos Lacasia (2) - Ángel Reynoso (2)                    |
| 5 kwietnia 1953 | Chacarita Juniors – Newell’s Old Boys 3:0 Francisco Campana (2), Enrique Esquide                                                          |
| 5 kwietnia 1953 | Club Atlético Lanús – CA Platense 2:2 Héctor Catoira, Osvaldo Gil - Alfredo López (2)                                                     |

### Kolejka 2
| Data             | Mecz |
| ---------------- | --- |
| 12 kwietnia 1953 | Vélez Sarsfield – River Plate 2:2 Ernesto Sansone, Ángel Allegri - Félix Respuela, Eliseo Prado                   |
| 12 kwietnia 1953 | Racing Club de Avellaneda – Rosario Central 2:1 Mario Boyé (2) - Juan Portaluppi                                  |
| 12 kwietnia 1953 | Boca Juniors – Club Atlético Lanús 3:1 Roberto Rolando, Elio Montaño, Rubén Gil - Rodolfo Durán                   |
| 12 kwietnia 1953 | Newell’s Old Boys – Independiente 0:2 Osvaldo Cruz, Carlos Lacasia (k)                                            |
| 12 kwietnia 1953 | CA Banfield – Chacarita Juniors 2:0 Adalberto Rodríguez, José M. Sánchez                                          |
| 12 kwietnia 1953 | Estudiantes La Plata – Gimnasia y Esgrima La Plata 1:2 Antonio Ruggeri - Martín Rosales, Héctor Barci             |
| 12 kwietnia 1953 | San Lorenzo de Almagro – Ferro Carril Oeste 4:1 Juan A. Benavídez, Raúl Martínez (2), Oscar Basso (k) - José Vigo |
| 12 kwietnia 1953 | CA Platense – CA Huracán 2:1 Oscar Coll, Horacio Torello - Eduardo Ricagni                                        |

### Kolejka 3
| Data             | Mecz |
| ---------------- | --- |
| 19 kwietnia 1953 | River Plate – San Lorenzo de Almagro 2:1 Félix Loustau, Ángel Labruna - Raúl Martínez                                                           |
| 19 kwietnia 1953 | Rosario Central – Estudiantes La Plata 1:0 Juan Portaluppi                                                                                      |
| 19 kwietnia 1953 | CA Huracán – Boca Juniors 3:1 Eduardo Ricagni (2), Ricardo Infante - Roberto Rolando                                                            |
| 19 kwietnia 1953 | Independiente – CA Banfield 1:0 Carlos Cecconato                                                                                                |
| 19 kwietnia 1953 | Club Atlético Lanús – Racing Club de Avellaneda 4:2 Héctor Catoira (2), Osvaldo Gil (2) - Juan J. Pizzuti, Mario Boyé (k)                       |
| 19 kwietnia 1953 | Chacarita Juniors – Vélez Sarsfield 0:0 |
| 19 kwietnia 1953 | Ferro Carril Oeste – CA Platense 5:3 Florencio Rodríguez (2), Raúl Nápoli, Antonio García (2) - Víctor Rodríguez, Alfredo López, Vicente Sayago |
| 19 kwietnia 1953 | Gimnasia y Esgrima La Plata – Newell’s Old Boys 2:0 Héctor Barci, Alfredo Martínez                                                              |

### Kolejka 4
| Data             | Mecz |
| ---------------- | --- |
| 26 kwietnia 1953 | River Plate – Ferro Carril Oeste 1:0 Eliseo Prado                                                            |
| 26 kwietnia 1953 | Vélez Sarsfield – Independiente 3:0 Juan C. Mendiburu, Rafael García Fierro, Osvaldo Zubeldía                |
| 26 kwietnia 1953 | Racing Club de Avellaneda – CA Huracán 1:0 Mario Boyé                                                        |
| 26 kwietnia 1953 | Boca Juniors – CA Platense 5:1 Juan A. Vairo (2), Roberto Rolando (2), Federico Edwards (k) - Vicente Sayago |
| 26 kwietnia 1953 | CA Banfield – Gimnasia y Esgrima La Plata 2:0 Miguel A. Converti, Ernesto Álvarez                            |
| 26 kwietnia 1953 | Newell’s Old Boys – Rosario Central 1:3 Ramón Carranza - Antonio Gauna (3)                                   |
| 26 kwietnia 1953 | Estudiantes La Plata – Club Atlético Lanús 1:3 Miguel A. Baiocco - Héctor Catoira (3)                        |
| 26 kwietnia 1953 | San Lorenzo de Almagro – Chacarita Juniors 3:0 José Florio, Raúl Martínez, Juan A. Benavídez                 |

### Kolejka 5
| Data        | Mecz |
| ----------- | --- |
| 3 maja 1953 | Chacarita Juniors – River Plate 1:1 Federico Pizarro - Santiago Vernazza                                      |
| 3 maja 1953 | Independiente – San Lorenzo de Almagro 3:0 Carlos Cecconato, Ernesto Grillo (2)                               |
| 3 maja 1953 | CA Platense – Racing Club de Avellaneda 0:0                                                                   |
| 3 maja 1953 | Ferro Carril Oeste – Boca Juniors 2:2 Antonio García, Alberto Piovano - Roberto Rolando, Rubén Fernández Real |
| 3 maja 1953 | CA Huracán – Estudiantes La Plata 3:1 Valeriano López (2), Leandro Casanueva s - Héctor Antonio               |
| 3 maja 1953 | Gimnasia y Esgrima La Plata – Vélez Sarsfield 0:0                                                             |
| 3 maja 1953 | Rosario Central – CA Banfield 2:1 José M. Minni, Raúl Gómez - Ernesto Álvarez                                 |
| 3 maja 1953 | Club Atlético Lanús – Newell’s Old Boys 1:0 Osvaldo Gil                                                       |

### Kolejka 6
| Data         | Mecz |
| ------------ | --- |
| 24 maja 1953 | River Plate – Independiente 0:0                                                                                                  |
| 24 maja 1953 | Racing Club de Avellaneda – Boca Juniors 1:0 Mario Boyé                                                                          |
| 24 maja 1953 | San Lorenzo de Almagro – Gimnasia y Esgrima La Plata 3:0 Ángel Berni, Juan A. Benavídez, ?                                       |
| 24 maja 1953 | CA Banfield – Club Atlético Lanús 2:1 Adalberto Rodríguez, José M. Sánchez - Héctor Catoira                                      |
| 24 maja 1953 | Estudiantes La Plata – CA Platense 1:1 Felipe Zelada - Alfredo López                                                             |
| 24 maja 1953 | Newell’s Old Boys – CA Huracán 3:3 Manuel Cosio, Severo Spinelli s, Raúl Contini - Enrique Cerioni, Oscar Rossi, Eduardo Ricagni |
| 24 maja 1953 | Chacarita Juniors – Ferro Carril Oeste 1:3 Enrique Esquide - Ángel Omarini, Alberto Piovano (2)                                  |
| 24 maja 1953 | Vélez Sarsfield – Rosario Central 2:2 Joaquín Martínez, Ernesto Sansone - Federico Vairo, Oscar Massei                           |

### Kolejka 7
| Data         | Mecz |
| ------------ | --- |
| 31 maja 1953 | Gimnasia y Esgrima La Plata – River Plate 2:1 Julio Gagliardo, José Maravilla - Ángel Ambrosi s              |
| 31 maja 1953 | CA Huracán – CA Banfield 3:0 Eduardo Ricagni (2, 1k), Manuel Pelegrina                                       |
| 31 maja 1953 | Ferro Carril Oeste – Racing Club de Avellaneda 2:2 Antonio García, Florencio Rodríguez - Juan J. Pizzuti (2) |
| 31 maja 1953 | Boca Juniors – Estudiantes La Plata 0:0                                                                      |
| 31 maja 1953 | Independiente – Chacarita Juniors 2:1 Ernesto Grillo (2) - José Barreiro                                     |
| 31 maja 1953 | Club Atlético Lanús – Vélez Sarsfield 0:2 Ernesto Sansone (2)                                                |
| 31 maja 1953 | Rosario Central – San Lorenzo de Almagro 1:1 Antonio Gauna - José Florio                                     |
| 31 maja 1953 | CA Platense – Newell’s Old Boys 1:2 Horacio Torello - Raúl Contini (2)                                       |

### Kolejka 8
| Data           | Mecz                                                                                                  |
| -------------- | --- |
| 4 czerwca 1953 | River Plate – Rosario Central 0:0                                                                     |
| 4 czerwca 1953 | Estudiantes La Plata – Racing Club de Avellaneda 2:1 Ángel Reynoso, Juan C. Caram - Marcelo Ortigüela |
| 4 czerwca 1953 | CA Banfield – CA Platense 1:3 Adalberto Rodríguez - Alfredo López, Horacio Torello, Vicente Sayago    |
| 4 czerwca 1953 | Independiente – Ferro Carril Oeste 2:1 Ernesto Grillo, Carlos Lacasia - Raúl Nápoli                   |
| 4 czerwca 1953 | Newell’s Old Boys – Boca Juniors 1:0 José M. López                                                    |
| 4 czerwca 1953 | Chacarita Juniors – Gimnasia y Esgrima La Plata 2:0 Enrique Esquide, Antonio Barta                    |
| 4 czerwca 1953 | Vélez Sarsfield – CA Huracán 2:0 Ernesto Sansone, Ángel Allegri (k)                                   |
| 4 czerwca 1953 | San Lorenzo de Almagro – Club Atlético Lanús 1:0 José Florio                                          |

### Kolejka 9
| Data           | Mecz |
| -------------- | --- |
| 7 czerwca 1953 | Club Atlético Lanús – River Plate 1:2 Nicolás Daponte (k) - Ángel Labruna, Eliseo Prado                              |
| 7 czerwca 1953 | CA Huracán – San Lorenzo de Almagro 1:0 Antonio Giosa                                                                |
| 7 czerwca 1953 | Racing Club de Avellaneda – Newell’s Old Boys 1:0 Juan J. Pizzuti                                                    |
| 7 czerwca 1953 | Gimnasia y Esgrima La Plata – Independiente 0:0                                                                      |
| 7 czerwca 1953 | Ferro Carril Oeste – Estudiantes La Plata 3:1 Walter Garcerón s, Nicolás Moreno, Florencio Rodríguez - Juan C. Caram |
| 7 czerwca 1953 | Boca Juniors – CA Banfield 2:0 Eliseo Mouriño, Roberto Rolando                                                       |
| 7 czerwca 1953 | CA Platense – Vélez Sarsfield 1:1 Oscar Coll - Ernesto Sansone                                                       |
| 7 czerwca 1953 | Rosario Central – Chacarita Juniors 0:0                                                                              |

### Kolejka 10
| Data            | Mecz |
| --------------- | --- |
| 14 czerwca 1953 | Independiente – Rosario Central 5:2 Rodolfo Micheli (2), Carlos Cecconato (2), Carlos Lacasia - Federico Vairo, Oscar Massei      |
| 14 czerwca 1953 | Vélez Sarsfield – Boca Juniors 1:1 Norberto Conde - Roberto Rolando                                                               |
| 14 czerwca 1953 | Gimnasia y Esgrima La Plata – Ferro Carril Oeste 3:0 Alfredo Martínez, Raúl Gutiérrez (2)                                         |
| 14 czerwca 1953 | Newell’s Old Boys – Estudiantes La Plata 3:0 José M. López, Roberto Roche, Raúl Contini                                           |
| 14 czerwca 1953 | River Plate – CA Huracán 0:0 |
| 14 czerwca 1953 | CA Banfield – Racing Club de Avellaneda 0:2 Manuel Blanco, Juan J. Pizzuti                                                        |
| 14 czerwca 1953 | San Lorenzo de Almagro – CA Platense 5:2 Juan A. Benavídez (3, 1k), Adolfo Seoane, José Florio - Raúl Martina s, Víctor Rodríguez |
| 14 czerwca 1953 | Chacarita Juniors – Club Atlético Lanús 0:1 Héctor Catoira                                                                        |

### Kolejka 11
| Data            | Mecz |
| --------------- | --- |
| 21 czerwca 1953 | CA Platense – River Plate 2:3 Oscar López, Horacio Torello - Walter Gómez, Vicente Gambardella, Ángel Labruna                              |
| 21 czerwca 1953 | Boca Juniors – San Lorenzo de Almagro 0:1 José Florio                                                                                      |
| 21 czerwca 1953 | Club Atlético Lanús – Independiente 0:1 Ernesto Grillo                                                                                     |
| 21 czerwca 1953 | CA Huracán – Chacarita Juniors 2:2 Héctor López (2) - Enrique Esquide, Héctor Otero                                                        |
| 21 czerwca 1953 | Racing Club de Avellaneda – Vélez Sarsfield 2:2 Manuel Blanco (2) - Juan J. Ferraro, Norberto Conde                                        |
| 21 czerwca 1953 | Ferro Carril Oeste – Newell’s Old Boys 0:2 Raúl O. Belén (2)                                                                               |
| 21 czerwca 1953 | Rosario Central – Gimnasia y Esgrima La Plata 5:2 Federico Vairo (k), Oscar Massei (3), José M. Minni - Luis Pentrelli, Raúl Gutiérrez (k) |
| 21 czerwca 1953 | Estudiantes La Plata – CA Banfield 1:4 Juan C. Caram - Jorge Lomio, José M. Sánchez, Antonio Villamor (2)                                  |

### Kolejka 12
| Data            | Mecz |
| --------------- | --- |
| 28 czerwca 1953 | Rosario Central – Ferro Carril Oeste 0:2 Ángel Omarini (2) |
| 9 lipca 1953    | River Plate – Boca Juniors 2:3 Eliseo Mouriño s, Félix Loustau - Elio Montaño, Juan C. Navarro, Roberto Rolando                                                                                         |
| 9 lipca 1953    | San Lorenzo de Almagro – Racing Club de Avellaneda 1:2 Juan A. Benavídez - Manuel Blanco, Mario Boyé |
| 9 lipca 1953    | Vélez Sarsfield – Estudiantes La Plata 4:2 Norberto Conde (3), Juan C. Mendiburu - Héctor Ruggeri (2)                                                                                                   |
| 9 lipca 1953    | Independiente – CA Huracán 4:1 Carlos Lacasia (2, 1k), Rodolfo Micheli (2) - Héctor López |
| 9 lipca 1953    | Chacarita Juniors – CA Platense 1:1 Rubén Moreno - Oscar Coll |
| 9 lipca 1953    | CA Banfield – Newell’s Old Boys 1:0 Jorge Lomio |
| 9 lipca 1953    | Gimnasia y Esgrima La Plata – Club Atlético Lanús 7:3 José Maravilla (2), Julio Gagliardo (2), Nicolás Daponte s, Raúl Gutiérrez, Alfredo Martínez - Manuel García, Héctor Catoira, Nicolás Daponte (k) |

### Kolejka 13
| Data          | Mecz                                                                                         |
| ------------- | -------------------------------------------------------------------------------------------- |
| 25 lipca 1953 | Racing Club de Avellaneda – River Plate 1:3 Juan J. Pizzuti - Walter Gómez (2), Eliseo Prado |
| 25 lipca 1953 | CA Platense – Independiente 4:0 Manuel Murúa, René Seghini, Alfredo López, Oscar Coll        |
| 25 lipca 1953 | Estudiantes La Plata – San Lorenzo de Almagro 1:0 Miguel A. Baiocco                          |
| 25 lipca 1953 | Club Atlético Lanús – Rosario Central 2:1 Osvaldo Gil (2) - Humberto Rosa                    |
| 25 lipca 1953 | CA Huracán – Gimnasia y Esgrima La Plata 0:2 Raúl Gutiérrez, Héctor Barci                    |
| 25 lipca 1953 | Newell’s Old Boys – Vélez Sarsfield 0:2 Juan J. Ferraro, Norberto Conde                      |
| 25 lipca 1953 | Boca Juniors – Chacarita Juniors 2:0 Juan A. Vairo, Elio Montaño                             |
| 25 lipca 1953 | Ferro Carril Oeste – CA Banfield 0:0                                                         |

### Kolejka 14
| Data            | Mecz                                                                                                 |
| --------------- | --- |
| 2 sierpnia 1953 | River Plate – Estudiantes La Plata 1:0 Ángel Labruna                                                 |
| 2 sierpnia 1953 | Independiente – Boca Juniors 3:1 Ernesto Grillo (2), Carlos Cecconato - Elio Montaño                 |
| 2 sierpnia 1953 | Chacarita Juniors – Racing Club de Avellaneda 0:1 Ezra Sued                                          |
| 2 sierpnia 1953 | Vélez Sarsfield – CA Banfield 4:0 Norberto Conde (2), Juan J. Ferraro, Ernesto Sansone               |
| 2 sierpnia 1953 | San Lorenzo de Almagro – Newell’s Old Boys 4:0 José Florio, Juan A. Benavídez (2, 1k), Raúl Martínez |
| 2 sierpnia 1953 | Club Atlético Lanús – Ferro Carril Oeste 0:1 Carlos Lara                                             |
| 2 sierpnia 1953 | Gimnasia y Esgrima La Plata – CA Platense 1:1 Raúl Gutiérrez - Alfredo López                         |
| 2 sierpnia 1953 | Rosario Central – CA Huracán 2:0 Oscar Massei, Antonio Gauna                                         |

### Kolejka 15
| Data            | Mecz                                                                                                  |
| --------------- | --- |
| 9 sierpnia 1953 | Newell’s Old Boys – River Plate 1:4 Raúl O. Belén - Ángel Labruna, Eliseo Prado (2), Pascasio Sola    |
| 9 sierpnia 1953 | Racing Club de Avellaneda – Independiente 3:0 Manuel Blanco, Juan J. Pizzuti (2, 1k)                  |
| 9 sierpnia 1953 | CA Huracán – Club Atlético Lanús 3:2 Oscar Rossi, Héctor López, Manuel Pelegrina - Urbano Reynoso (2) |
| 9 sierpnia 1953 | CA Banfield – San Lorenzo de Almagro 1:1 Adalberto Rodríguez - Ubaldo Faina                           |
| 9 sierpnia 1953 | Ferro Carril Oeste – Vélez Sarsfield 2:1 Alberto Bufatelli, Alberto Piovano - Oscar Huss              |
| 9 sierpnia 1953 | Boca Juniors – Gimnasia y Esgrima La Plata 1:2 Roberto Rolando - Raúl Gutiérrez, Marcos Busico s      |
| 9 sierpnia 1953 | Estudiantes La Plata – Chacarita Juniors 0:1 Federico Pizarro                                         |
| 9 sierpnia 1953 | CA Platense – Rosario Central 2:1 Oscar Coll, Manuel Murúa - Antonio Gauna                            |

### Kolejka 16
| Data             | Mecz |
| ---------------- | --- |
| 17 sierpnia 1953 | CA Banfield – River Plate 1:2 Adalberto Rodríguez - Ángel Labruna, Eliseo Prado                                      |
| 17 sierpnia 1953 | Racing Club de Avellaneda – Gimnasia y Esgrima La Plata 1:1 Juan J. Pizzuti - Julio Gagliardo                        |
| 17 sierpnia 1953 | Estudiantes La Plata – Independiente 2:0 Miguel A. Baiocco, Héctor Antonio                                           |
| 17 sierpnia 1953 | CA Huracán – Ferro Carril Oeste 3:1 Manuel Pelegrina, Ricardo Infante, Oscar Rossi - Ángel Omarini                   |
| 17 sierpnia 1953 | Boca Juniors – Rosario Central 6:1 Juan A. Vairo (4), Herminio González, Rubén Fernández Real - Humberto Rosa        |
| 17 sierpnia 1953 | Vélez Sarsfield – San Lorenzo de Almagro 2:1 Osvaldo Zubeldía, Norberto Conde - Ubaldo Faina                         |
| 17 sierpnia 1953 | CA Platense – Club Atlético Lanús 3:2 Alfredo López, Horacio Torello, Manuel Murúa - Héctor Catoira, Nicolás Daponte |
| 17 sierpnia 1953 | Newell’s Old Boys – Chacarita Juniors 1:1 Ricardo Bosich - Francisco Campana                                         |

### Kolejka 17
| Data             | Mecz |
| ---------------- | --- |
| 23 sierpnia 1953 | River Plate – Vélez Sarsfield 2:2 Eliseo Prado, Oscar Mantegari - Norbero Conde, Juan C. Mendiburu           |
| 23 sierpnia 1953 | Independiente – Newell’s Old Boys 0:1 Bernabé Carranza                                                       |
| 23 sierpnia 1953 | Ferro Carril Oeste – San Lorenzo de Almagro 0:1 José Florio                                                  |
| 23 sierpnia 1953 | Club Atlético Lanús – Boca Juniors 3:1 Urbano Reynoso (2), Benito Cejas - Marcos Busico                      |
| 23 sierpnia 1953 | CA Huracán – CA Platense 1:1 Manuel Pelegrina (k) - Oscar Coll                                               |
| 23 sierpnia 1953 | Rosario Central – Racing Club de Avellaneda 1:2 Raúl Gómez - Llamil Simes, Juan J. Pizzuti                   |
| 23 sierpnia 1953 | Gimnasia y Esgrima La Plata – Estudiantes La Plata 2:0 Rodolfo Smargiassi, José Maravilla                    |
| 23 sierpnia 1953 | Chacarita Juniors – CA Banfield 3:1 Raúl Nápoli, Perfecto Rodríguez, Francisco Campana - Adalberto Rodríguez |

### Kolejka 18
| Data             | Mecz |
| ---------------- | --- |
| 30 sierpnia 1953 | San Lorenzo de Almagro – River Plate 1:4 Juan A. Benavídez - Santiago Vernazza, Ángel Labruna (2), Walter Gómez                            |
| 30 sierpnia 1953 | Vélez Sarsfield – Chacarita Juniors 0:0 |
| 30 sierpnia 1953 | CA Banfield – Independiente 1:1 Omar Lorenzo - Héctor Gatti                                                                                |
| 30 sierpnia 1953 | CA Platense – Ferro Carril Oeste 3:2 Alfredo López, Manuel Murúa (k), Vicente Sayago - Armando Pérez, Alberto Piovano                      |
| 30 sierpnia 1953 | Racing Club de Avellaneda – Club Atlético Lanús 1:1 Llamil Simes - Héctor Catoira                                                          |
| 30 sierpnia 1953 | Boca Juniors – CA Huracán 0:0 |
| 30 sierpnia 1953 | Newell’s Old Boys – Gimnasia y Esgrima La Plata 5:2 Bernabé Carranza (3), Raúl O. Belén, Juan C. Tacchi - Alfredo Martínez, Luis Pentrelli |
| 30 sierpnia 1953 | Estudiantes La Plata – Rosario Central 1:0 Héctor Ruggeri                                                                                  |

### Kolejka 19
| Data            | Mecz |
| --------------- | --- |
| 6 września 1953 | Ferro Carril Oeste – River Plate 0:3 Ángel Labruna, Walter Gómez, Eliseo Prado                             |
| 6 września 1953 | CA Platense – Boca Juniors 1:0 Oscar Coll                                                                  |
| 6 września 1953 | Chacarita Juniors – San Lorenzo de Almagro 1:0 Raúl Nápoli                                                 |
| 6 września 1953 | Gimnasia y Esgrima La Plata – CA Banfield 2:2 Raúl Gutiérrez (2) - Adalberto Rodríguez, José M. Sánchez    |
| 6 września 1953 | Independiente – Vélez Sarsfield 0:4 Norberto Conde (3), Juan J. Ferraro                                    |
| 6 września 1953 | Club Atlético Lanús – Estudiantes La Plata 1:1 Urbano Reynoso - Omar Rubio                                 |
| 6 września 1953 | Rosario Central – Newell’s Old Boys 0:0                                                                    |
| 6 września 1953 | CA Huracán – Racing Club de Avellaneda 1:4 Antonio Giosa - Juan J. Pizzuti (2), Llamil Simes, Manuel Ameal |

### Kolejka 20
| Data             | Mecz                                                                                                  |
| ---------------- | --- |
| 13 września 1953 | River Plate – Chacarita Juniors 4:1 Eliseo Prado (2), Ángel Labruna, Walter Gómez - Francisco Campana |
| 13 września 1953 | San Lorenzo de Almagro – Independiente 1:1 Gabriel Gil s - José D. Chirico                            |
| 13 września 1953 | Racing Club de Avellaneda – CA Platense 1:1 Norberto Cupo - Alfredo López                             |
| 13 września 1953 | Vélez Sarsfield – Gimnasia y Esgrima La Plata 1:1 Juan C. Mendiburu - José Maravilla                  |
| 13 września 1953 | CA Banfield – Rosario Central 1:1 Jorge Lomio - Raúl Gómez                                            |
| 13 września 1953 | Estudiantes La Plata – CA Huracán 2:0 Héctor Ruggeri (2, 2k)                                          |
| 13 września 1953 | Boca Juniors – Ferro Carril Oeste 1:0 Julio Marcarian                                                 |
| 13 września 1953 | Newell’s Old Boys – Club Atlético Lanús 1:0 Juan C. Tacchi                                            |

### Kolejka 21
| Data             | Mecz |
| ---------------- | --- |
| 20 września 1953 | Independiente – River Plate 2:2 Rodolfo Micheli (2) - Santiago Vernazza, Eliseo Prado                                           |
| 20 września 1953 | Boca Juniors – Racing Club de Avellaneda 3:1 Elio Montaño, Julio Marcarian (2) - Llamil Simes                                   |
| 20 września 1953 | Gimnasia y Esgrima La Plata – San Lorenzo de Almagro 1:2 José Maravilla - Juan A. Benavídez, Raúl Martina                       |
| 20 września 1953 | Club Atlético Lanús – CA Banfield 2:1 Osvaldo Gil, Nicolás Daponte (k) - Rodolfo Bores                                          |
| 20 września 1953 | CA Platense – Estudiantes La Plata 1:2 Vicente Sayago - Ángel Reynoso (2)                                                       |
| 20 września 1953 | CA Huracán – Newell’s Old Boys 3:1 Ricardo Infante, Alberto Loret de Molas, Héctor López - Roberto Roche                        |
| 20 września 1953 | Ferro Carril Oeste – Chacarita Juniors 1:6 Ángel Omarini (k) - José J. Coll, Conde, Perfecto Rodríguez (2), Enrique Esquide (2) |
| 20 września 1953 | Rosario Central – Vélez Sarsfield 2:0 Humberto Rosa, Raúl Gómez                                                                 |

### Kolejka 22
| Data             | Mecz |
| ---------------- | --- |
| 27 września 1953 | River Plate – Gimnasia y Esgrima La Plata 2:1 Walter Gómez, Ángel Labruna - Luis Pentrelli                                    |
| 27 września 1953 | Racing Club de Avellaneda – Ferro Carril Oeste 4:0 Manuel Blanco, Juan J. Pizzuti (3, 1k)                                     |
| 27 września 1953 | Estudiantes La Plata – Boca Juniors 1:0 Héctor Ruggeri                                                                        |
| 27 września 1953 | San Lorenzo de Almagro – Rosario Central 2:3 Ricardo Quiñones, Ángel Berni - Oscar Massei (2), Raúl Gómez                     |
| 27 września 1953 | Chacarita Juniors – Independiente 3:0 Enrique Esquide (2), Federico Pizarro                                                   |
| 27 września 1953 | Vélez Sarsfield – Club Atlético Lanús 3:2 Alfredo Mercado s, Juan C. Mendiburu, Norberto Conde - Urbano Reynoso, Benito Cejas |
| 27 września 1953 | Newell’s Old Boys – CA Platense 4:1 Héctor Gamarra (2), Roberto Roche, Oscar Cabrera - Oscar Coll                             |
| 27 września 1953 | CA Banfield – CA Huracán 2:2 José M. Sánchez, Ernesto Álvarez - Héctor López, Alberto Loret de Molas                          |

### Kolejka 23
| Data                | Mecz |
| ------------------- | --- |
| 4 października 1953 | Rosario Central – River Plate 4:1 Oscar Massei (2), Antonio Gauna, Raúl Gómez - Ángel Labruna                   |
| 4 października 1953 | Racing Club de Avellaneda – Estudiantes La Plata 3:1 Norberto Cupo, Juan J. Pizzuti (2, 1k) - Miguel A. Baiocco |
| 4 października 1953 | Club Atlético Lanús – San Lorenzo de Almagro 1:0 Héctor Guidi                                                   |
| 4 października 1953 | Ferro Carril Oeste – Independiente 2:2 José Vigo, Alberto Piovano (k) - Rodolfo Micheli, Carlos Cecconato       |
| 4 października 1953 | Boca Juniors – Newell’s Old Boys 2:0 Rubén Fernández Real, Julio Marcarian                                      |
| 4 października 1953 | CA Huracán – Vélez Sarsfield 2:0 Manuel Pelegrina (2, 1k)                                                       |
| 4 października 1953 | CA Platense – CA Banfield 0:2 Adalberto Rodríguez (2)                                                           |
| 4 października 1953 | Gimnasia y Esgrima La Plata – Chacarita Juniors 1:0 José Maravilla                                              |

### Kolejka 24
| Data                 | Mecz |
| -------------------- | --- |
| 11 października 1953 | Independiente – Gimnasia y Esgrima La Plata 0:4 Raúl Gutiérrez (2), José Maravilla, Alfredo Martínez                                   |
| 11 października 1953 | Estudiantes La Plata – Ferro Carril Oeste 0:3 Antonio García, José Vigo, Carlos Lara                                                   |
| 11 października 1953 | CA Banfield – Boca Juniors 1:2 Ernesto Álvarez - Marcos Busico, Elio Montaño                                                           |
| 11 października 1953 | Vélez Sarsfield – CA Platense 2:2 Ernesto Sansone (2) - Manuel Murúa, Vicente Sayago                                                   |
| 11 października 1953 | River Plate – Club Atlético Lanús 2:1 Ángel Labruna, Alberto Evaristo - Nicolás Daponte (k)                                            |
| 11 października 1953 | San Lorenzo de Almagro – CA Huracán 3:1 José Florio, Doroteo Cívico, Juan A. Benavídez - Manuel Pelegrina (k)                          |
| 11 października 1953 | Newell’s Old Boys – Racing Club de Avellaneda 3:3 Bernabé Carranza, Pedro Dellacha s, Juan C. Tacchi - Manuel Blanco, Llamil Simes (2) |
| 11 października 1953 | Chacarita Juniors – Rosario Central 2:0 Perfecto Rodríguez (2)                                                                         |

### Kolejka 25
| Data                 | Mecz |
| -------------------- | --- |
| 18 października 1953 | Boca Juniors – Vélez Sarsfield 1:2 Elio Montaño - Ernesto Sansone, Norberto Conde                                                        |
| 18 października 1953 | Ferro Carril Oeste – Gimnasia y Esgrima La Plata 2:0 Carlos Lara (2)                                                                     |
| 18 października 1953 | CA Platense – San Lorenzo de Almagro 1:1 Oscar Coll - Felipe Messones                                                                    |
| 18 października 1953 | Rosario Central – Independiente 4:3 Eduardo L’Epíscopo, Antonio Gauna, Raúl Gómez, Federico Vairo - Carlos Cecconato (2), Ernesto Grillo |
| 18 października 1953 | CA Huracán – River Plate 1:3 Manuel Pelegrina - Ángel Labruna, Eliseo Prado (2)                                                          |
| 18 października 1953 | Racing Club de Avellaneda – CA Banfield 2:1 Ernesto Gutiérrez, Manuel Blanco - Ernesto Álvarez                                           |
| 18 października 1953 | Club Atlético Lanús – Chacarita Juniors 1:1 Urbano Reynoso - Perfecto Rodríguez (k)                                                      |
| 18 października 1953 | Estudiantes La Plata – Newell’s Old Boys 3:0 Juan Chena (2), Miguel A. Baiocco                                                           |

### Kolejka 26
| Data                 | Mecz |
| -------------------- | --- |
| 25 października 1953 | San Lorenzo de Almagro – Boca Juniors 2:1 José Florio, Felipe Messones - Julio Marcarian                      |
| 25 października 1953 | Vélez Sarsfield – Racing Club de Avellaneda 1:0 Norberto Conde                                                |
| 25 października 1953 | CA Banfield – Estudiantes La Plata 5:1 Adalberto Rodríguez (3), José M. Sánchez, Ernesto Álvarez - Juan Chena |
| 25 października 1953 | Independiente – Club Atlético Lanús 2:1 Osvaldo Cruz, Rodolfo Micheli - Emilio Fernández                      |
| 25 października 1953 | River Plate – CA Platense 6:2 Eliseo Prado (4), Ángel Labruna, Santiago Vernazza - Oscar Coll, Alfredo López  |
| 25 października 1953 | Chacarita Juniors – CA Huracán 1:0 Raúl Nápoli                                                                |
| 25 października 1953 | Gimnasia y Esgrima La Plata – Rosario Central 4:1 Raúl Gutiérrez (3, 1k), José Maravilla - Oscar Massei       |
| 25 października 1953 | Newell’s Old Boys – Ferro Carril Oeste 1:1 Héctor Gamarra - Alberto Bufatelli                                 |

### Kolejka 27
| Data             | Mecz |
| ---------------- | --- |
| 1 listopada 1953 | Boca Juniors – River Plate 1:0 Julio Marcarian                                                                                         |
| 1 listopada 1953 | Racing Club de Avellaneda – San Lorenzo de Almagro 3:2 Llamil Simes, Juan J. Pizzuti, Norberto Méndez - Juan A. Benavídez, José Florio |
| 1 listopada 1953 | CA Huracán – Independiente 1:1 Gregorio Barbosa - Rodolfo Micheli                                                                      |
| 1 listopada 1953 | CA Platense – Chacarita Juniors 1:1 Vicente Sayago - Conde                                                                             |
| 1 listopada 1953 | Club Atlético Lanús – Gimnasia y Esgrima La Plata 2:0 Urbano Reynoso (2)                                                               |
| 1 listopada 1953 | Estudiantes La Plata – Vélez Sarsfield 1:1 Héctor Ruggeri - Norberto Conde                                                             |
| 1 listopada 1953 | Newell’s Old Boys – CA Banfield 2:2 Juan C. Tacchi (k), Ricardo Ramaciotti - Ernesto Álvarez, Adalberto Rodríguez                      |
| 1 listopada 1953 | Ferro Carril Oeste – Rosario Central 3:1 Alberto Piovano (2), Armando Pérez - Eduardo L’Epíscopo                                       |

### Kolejka 28
| Data             | Mecz |
| ---------------- | --- |
| 8 listopada 1953 | River Plate – Racing Club de Avellaneda 2:1 Ángel Labruna, Santiago Vernazza - Juan J. Pizzuti                     |
| 8 listopada 1953 | Vélez Sarsfield – Newell’s Old Boys 2:1 Norberto Conde, Ángel Allegri - Roberto Roche                              |
| 8 listopada 1953 | San Lorenzo de Almagro – Estudiantes La Plata 4:1 José Florio, Juan A. Benavídez (2), Oscar Silva - Héctor Ruggeri |
| 8 listopada 1953 | Chacarita Juniors – Boca Juniors 1:1 Perfecto Rodríguez (k) - Benicio Acosta                                       |
| 8 listopada 1953 | Rosario Central – Club Atlético Lanús 1:1 Oscar Massei - Urbano Reynoso                                            |
| 8 listopada 1953 | CA Banfield – Ferro Carril Oeste 0:0                                                                               |
| 8 listopada 1953 | Gimnasia y Esgrima La Plata – CA Huracán 6:0 José Maravilla, Raúl Gutiérrez (4), Adolfo Martínez                   |
| 8 listopada 1953 | Independiente – CA Platense 3:1 Carlos Cecconato, Ricardo Bonelli, Rodolfo Micheli - Oscar Coll                    |

### Kolejka 29
| Data              | Mecz |
| ----------------- | --- |
| 15 listopada 1953 | Estudiantes La Plata – River Plate 0:2 Eliseo Prado (2, 2k)                                                                                           |
| 15 listopada 1953 | Racing Club de Avellaneda – Chacarita Juniors 3:1 Osvaldo Montero s, Juan J. Pizzuti (2) - Enrique Esquide                                            |
| 15 listopada 1953 | CA Huracán – Rosario Central 5:1 Antonio Giosa, Oscar Rossi, Héctor López (2), Manuel Pelegrina - Oscar Massei                                        |
| 15 listopada 1953 | CA Banfield – Vélez Sarsfield 3:3 Armando M. Ovide s, Adalberto Rodríguez, Ernesto Álvarez - Juan C. Mendiburu, Ángel Allegri (k), Osvaldo Ferretti s |
| 15 listopada 1953 | Newell’s Old Boys – San Lorenzo de Almagro 0:1 Juan A. Benavídez                                                                                      |
| 15 listopada 1953 | CA Platense – Gimnasia y Esgrima La Plata 4:3 Manuel Murúa, Vicente Sayago, Alfredo López, Víctor Rodríguez - Raúl Gutiérrez, Martín Rosales (2)      |
| 15 listopada 1953 | Ferro Carril Oeste – Club Atlético Lanús 0:4 Oscar Garansini s, Benito Cejas (3)                                                                      |
| 15 listopada 1953 | Boca Juniors – Independiente 1:3 Federico Edwards (k) - Ernesto Grillo (2), Francisco Lombardo s                                                      |

### Kolejka 30
| Data              | Mecz |
| ----------------- | --- |
| 21 listopada 1953 | San Lorenzo de Almagro – CA Banfield 4:0 Juan A. Benavídez (2), José F. Sanfilippo (2) |
| 22 listopada 1953 | River Plate – Newell’s Old Boys 2:1 (2:1) Widzowie: 23 100 Sędzia: Harry Hartles. Bramki: 1:0 Santiago Vernazza 2, 1:1 Raúl Oscar Belén 9, 2:1 Walter Gómez 14 Club Atlético River Plate: Amadeo Raúl Carrizo – Alfredo Ricardo Pérez, Bernardo Carlos Guastavino, Roberto Tesouro, Julio Luis Venini, Pascasio Gilberto Sola, Santiago Vernazza, Eliseo Prado, Walter Gómez, Ángel Amadeo Labruna, Félix Loustau. Club Atlético Newell's Old Boys: José Manuel Castro – Marcelino Ernesto Danelutti, Ricardo Raúl Coronel, José Echeverría, Ricardo José María Ramaciotti, Roberto Puisegur; Raúl Contini, Bernabé Carranza, Roberto Roche, Raúl Oscar Belén, José López. |
| 22 listopada 1953 | Independiente – Racing Club de Avellaneda 5:1 Ernesto Grillo (3), Ricardo Bonelli, Osvaldo Cruz - Juan J. Pizzuti |
| 22 listopada 1953 | Rosario Central – CA Platense 2:0 José M. Minni, Antonio Gauna |
| 22 listopada 1953 | Gimnasia y Esgrima La Plata – Boca Juniors 3:0 Raúl Gutiérrez (2, 1k), José Maravilla |
| 22 listopada 1953 | Vélez Sarsfield – Ferro Carril Oeste 2:0 Juan C. Mendiburu (2) |
| 22 listopada 1953 | Club Atlético Lanús – CA Huracán 1:0 Emilio Fernández |
| 22 listopada 1953 | Chacarita Juniors – Estudiantes La Plata 1:6 Conde - Juan C. Caram (3), Omar Rubio, Héctor Ruggeri, Felipe Zelada |

### Końcowa tabela sezonu 1953
| Poz | Klub                        | Mecze | Zw | Rem | Por | Pkt | BrZd | BrStr |
| --- | --------------------------- | ----- | -- | --- | --- | --- | ---- | ----- |
| 1   | River Plate                 | 30    | 18 | 7   | 5   | 43  | 60   | 36    |
| 2   | CA Vélez Sarsfield          | 30    | 13 | 13  | 4   | 39  | 53   | 35    |
| 3   | Racing Club de Avellaneda   | 30    | 16 | 7   | 7   | 39  | 53   | 40    |
| 4   | Independiente               | 30    | 14 | 7   | 9   | 35  | 52   | 47    |
| 5   | San Lorenzo de Almagro      | 30    | 15 | 4   | 11  | 34  | 55   | 36    |
| 6   | Gimnasia y Esgrima La Plata | 30    | 13 | 6   | 11  | 32  | 55   | 43    |
| 7   | Boca Juniors                | 30    | 11 | 6   | 13  | 28  | 41   | 37    |
| 8   | Chacarita Juniors           | 30    | 9  | 10  | 11  | 28  | 35   | 38    |
| 9   | Rosario Central             | 30    | 10 | 8   | 12  | 28  | 43   | 51    |
| 10  | Club Atlético Lanús         | 30    | 11 | 5   | 14  | 27  | 44   | 45    |
| 11  | CA Platense                 | 30    | 8  | 11  | 11  | 27  | 48   | 61    |
| 12  | CA Huracán                  | 30    | 9  | 8   | 13  | 26  | 43   | 52    |
| 13  | CA Banfield                 | 30    | 8  | 9   | 13  | 25  | 40   | 48    |
| 14  | Ferro Carril Oeste          | 30    | 9  | 7   | 14  | 25  | 40   | 56    |
| 15  | Newell’s Old Boys           | 30    | 8  | 6   | 16  | 22  | 34   | 50    |
| 16  | Estudiantes La Plata        | 30    | 9  | 4   | 17  | 22  | 35   | 56    |

### Klasyfikacja strzelców bramek 1953
| Gole | Piłkarz        | Klub                        |
| ---- | -------------- | --------------------------- |
| 22   | Juan Benavidez | San Lorenzo de Almagro      |
| 22   | Juan Pizzuti   | Racing Club de Avellaneda   |
| 21   | Raúl Gutiérrez | Gimnasia y Esgrima La Plata |
| 21   | Eliseo Prado   | River Plate                 |
| 19   | Norberto Conde | CA Vélez Sarsfield          |